# Tracheoides
Tracheoides is een geslacht van vlinders van de familie uilen (Noctuidae), uit de onderfamilie Hadeninae.

## Soorten
- T. modesta Prout, 1932
- T. tamsi Prout, 1926